# Tâm trương

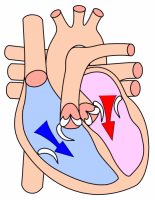
Hoạt động của tim trong tâm trương thất: tâm trương sớm là một cơ chế hút hút máu 'xuống' từ tâm nhĩ trái (hồng) và tâm nhĩ phải (màu xanh) vào mỗi tâm thất. Sau đó, trong tâm trương thất muộn, hai buồng tâm nhĩ bắt đầu co lại (tâm nhĩ), đưa thêm máu vào tâm thất.

Tâm trương là một phần của chu kỳ tim trong đó tim nạp đầy máu sau khi làm rỗng trong quá trình tâm thu (co thắt). Tâm trương tâm thất là khoảng thời gian trong đó hai tâm thất đang thư giãn từ các cơn co thắt, sau đó giãn nở và làm đầy; tâm trương tâm nhĩ là khoảng thời gian mà hai tâm nhĩ hoạt động tương tự như vậy: thư giãn, giãn nở và làm đầy. Thuật ngữ Hán Việt này có nghĩa là sự giãn nở của tim.

## Vai trò trong chu kỳ tim
Đối với một trái tim khỏe mạnh, toàn bộ chu kỳ tim thường chạy dưới một giây. Tức là, với nhịp tim bình thường là 75 nhịp mỗi phút (bpm), chu kỳ cần 0,3 giây cho tâm thu (co thắt) - đổ máu đến tất cả các hệ cơ thể từ hai tâm thất; và 0,5 giây trong tâm trương (giãn nở), làm đầy lại bốn buồng tim, trong tổng thời gian là 0,8 giây để hoàn thành toàn bộ chu kỳ.

## Huyết áp tâm trương
Ở đây tính từ "tâm trương" đề cập đến chức năng ("chức năng tâm trương") làm đầy tim bằng máu giữa các cơn co thắt cơ bắp; nó mô tả rằng phần của chu kỳ tim đối lập với sự co thắt. Thuật ngữ này thường được gọi là một trong hai thành phần chính để đo huyết áp - cụ thể là, "huyết áp tâm trương" là áp suất thấp nhất trong mạch máu động mạch xảy ra trong mỗi nhịp tim. (Huyết áp còn lại là "huyết áp tâm thu", đó là áp lực động mạch cao nhất trong mỗi nhịp tim.)